# 阿知波吉信
阿知波 吉信 （あちは よしのぶ、1963年6月21日 - ）は、日本の政治家、官僚。元衆議院議員（1期）。

## 略歴
土岐市駄知町生まれ。岐阜県立多治見北高等学校卒業後、早稲田大学に進学。
大学卒業後郵政省に入省。砺波郵便局長などを歴任。
2005年8月、第44回衆議院議員総選挙に民主党公認で岐阜5区から出馬するも、古屋圭司に敗れ落選。
2009年8月、第45回衆議院議員総選挙に民主党公認で出馬し、古屋を破って初当選した（古屋も比例復活）。
2012年12月の第46回衆議院議員総選挙では古屋に敗れ、比例復活もならず落選した。
2014年12月の第47回衆議院議員総選挙では再び古屋に敗れ、比例復活もならず落選した。
2017年の第48回衆議院議員総選挙では、民進党の事実上の分裂により希望の党公認で出馬したが、古屋に敗れ、比例復活もならず落選。選挙後政界引退を表明した。
2018年8月11日に開催された、東濃圏域で導入が検討されている自動車のご当地ナンバーに関する市民フォーラムにパネリストとして出席。総選挙以来約1年ぶりに公の場に出席した。

## 政策・主張
- 選択的夫婦別姓制度導入にどちらかといえば反対[5]。
- カジノ解禁に反対[6]。
- 受動喫煙防止を目的に飲食店等の建物内を原則禁煙とする健康増進法改正に賛成[7]。